# The Warp Effect
The Warp Effect (tiếng Thái: รูปลับรหัสวาร์ป; RTGS: Rup Lap Rahat Wap; tựa Việt: Mật Mã Lệch Lạc) là một bộ phim truyền hình Thái Lan phát sóng năm 2022–2023 với sự tham gia của Thitipoom Techa-apaikhun (New) và Yongwaree Anilbol (Fah).
Bộ phim được đạo diễn bởi Tichakorn Phukhaotong và sản xuất bởi GMMTV cùng với Hard Feeling Film. Đây là một trong 22 dự án phim truyền hình trong năm 2022 được GMMTV giới thiệu trong sự kiện "GMMTV 2022 Borderless" vào ngày 1 tháng 12 năm 2021. Bộ phim được phát sóng vào lúc 20:30 (ICT), thứ Hai trên GMM 25, bắt đầu từ ngày 12 tháng 12 năm 2022. Bộ phim kết thúc vào ngày 27 tháng 2 năm 2023.

## Diễn viên

### Diễn viên chính
- Thitipoom Techa-apaikhun (New) vai Alex
- Yongwaree Anilbol (Fah) vai Jean

### Diễn viên phụ
- Harit Cheewagaroon (Sing) vai See-Ew
- Ployshompoo Supasap (Jan) vai Nim
- Chanunphat Kamolkiriluck (Gigie) vai Kat
- Apichaya Saejung (Ciize) vai Liu
- Archen Aydin (Joong) vai Tony
- Pusit Dittapisit (Fluke) vai Army
- Thinnaphan Tantui (Thor) vai Joe
- Phuwin Tangsakyuen vai Ice (em trai của Alex)
- Chaleeda Gilbert vai Kim
- Pavida Moriggi (Silvy) vai Molly
- Pakin Kuna-anuvit (Mark) vai Jedi
- Jira Jaroenthamasuk (Best) vai Rose

### Khách mời
- Pongphan Petchbuntoon (Louis) vai Giáo viên (Tập 1)
- Penpetch Benyakul (Jab) vai bố của Alex (Tập 1, 2)
- Soontorn Meesri (Jim) vai ông của Alex (Tập 1)
- Banchorn Vorasataree (Pepzi) vai Nhà làm phim (Tập 2, 4, 5)
- Jessica Pasaphan vai Bew (bạn gái của Nim) (Tập 3, 4, 5, 6, 7, 8)
- Jatuporn Dangurai (Jay) vai Cha Yen (Tập 4)
- Sivakorn Lertchuchot (Guy) vai Captain (Tập 5, 7, 8)
- Chertsak Pratumsrisakhon vai Siam (quay phim) (Tập 5)

## Nhạc phim
| Tên bài hát       | Thể hiện                  | Ref.  |
| ----------------- | ------------------------- | ----- |
| Sweet but Naughty | Gawin Caskey (Fluke)      | [ 4 ] |
| Safe Zone         | Harit Cheewagaroon (Sing) | [ 5 ] |

## Phát sóng tại nước ngoài
- Tại Việt Nam, bộ phim được phát sóng song song tại nền tảng trực tuyến TrueID Vietnam và FPT Play, lúc 20:30 thứ Hai hàng tuần, bắt đầu từ ngày 12 tháng 12 năm 2022.